# Налужжя
Налу́жжя — село в Україні, у Микулинецькій селищній громаді Тернопільського району Тернопільської області. Підпорядковане Струсівській сільській раді до 2020 року. Розташоване на берегах річки Серет.
Населення — 505 осіб (2001).

## Історія
Поблизу села виявлено археологічні пам'ятки пізнього палеоліту та неоліту.
Перша писемна згадка — 1783. В цей час воно належало до Струсівської управи. 50 % населення села були поляками.
1900 року було засновано читальню «Просвіта». 1915 року під час Першої Світової Війни село було повністю зруйноване російськими військами і лише згодом відновлене.
1 серпня 1934 року село увійшло до складу новоутвореної сільської гміни Струсів.
12 червня 2020 року, відповідно до розпорядження Кабінету Міністрів України № 724-р «Про визначення адміністративних центрів та затвердження територій територіальних громад Тернопільської області» увійшло до складу  Микулинецької селищної громади.
19 липня 2020 року, в результаті адміністративно-територіальної реформи та ліквідації Теребовлянського району, село увійшло до складу Тернопільського району.

## Політика

### Парламентські вибори, 2019
На позачергових парламентських виборах 2019 року у селі функціонувала окрема виборча дільниця № 610875, розташована у приміщенні школи.
Результати
- зареєстрований 331 виборець, явка 48,34%, найбільше голосів віддано за «Слугу народу» — 31,85%, за Всеукраїнське об'єднання «Батьківщина» — 16,56%, за «Європейську Солідарність» — 10,19%.[4] В одномандатному окрузі найбільше голосів отримав Микола Люшняк (самовисування) — 61,29%, за Ігоря Сопеля (Слуга народу) — 12,90%, за Романа Василіцького (Об'єднання «Самопоміч») — 9,03%[5].

## Населення

### Мова
Розподіл населення за рідною мовою за даними перепису 2001 року:
| Мова       | Кількість | Відсоток |
| ---------- | --------- | -------- |
| українська | 505       | 100%     |

## Мікротопоніми
Назви піль: від Руліс, за Могилою, Рементарська стінка, Шляхеччина.

## Поширені прізвища
Бенцаль, Бутрин, Винник, Єнґрис, Калинський, Коберницький, Кожушко, Стефанишин, Клименко.

## Пам'ятки
Є церква Успіння Пресвятої Богородиці, ПЦУ (1872), 2 «фіґури».
Встановлено пам'ятний знак на честь скасування панщини (відновлено 1998).

## Соціальна сфера
На момент 2022 року не функціонує ЗОШ 1 ступ., бібліотека.

## Відомі люди

### Народилися
- Капуста Микола (1883—1960) — український військовик, кооперативний та громадський діяч.
- Клименко Іван Вікторович (1990—2023) — український військовик учасник російсько-української війни[8].
- Михайло Курилович (1858—1919) — австрійський правник і військовик українського походження, генерал-аудитор австро-угорської армії. Син місцевого пароха о. Михайла Куриловича.
- Мазур Андрій Євгенович (28 листопада 1975 — 3 серпня 2015) — сержант 128-ї гірсько-піхотної бригади (Мукачеве).[9], учасник російсько-української війни[10].
- Мандичевський Володимир — український правник, громадський діяч.
- Стефаницький Іван  — український громадський діяч діаспори у Канаді.

### Пов'язані з селом
- Качурівський Роман — український поет-гуморист, проживав у селі.
- о. Михайло Курилович (1821—1884) — греко-католицький священник, громадський діяч, був парохом у 1847—1863 роках.

## Галерея

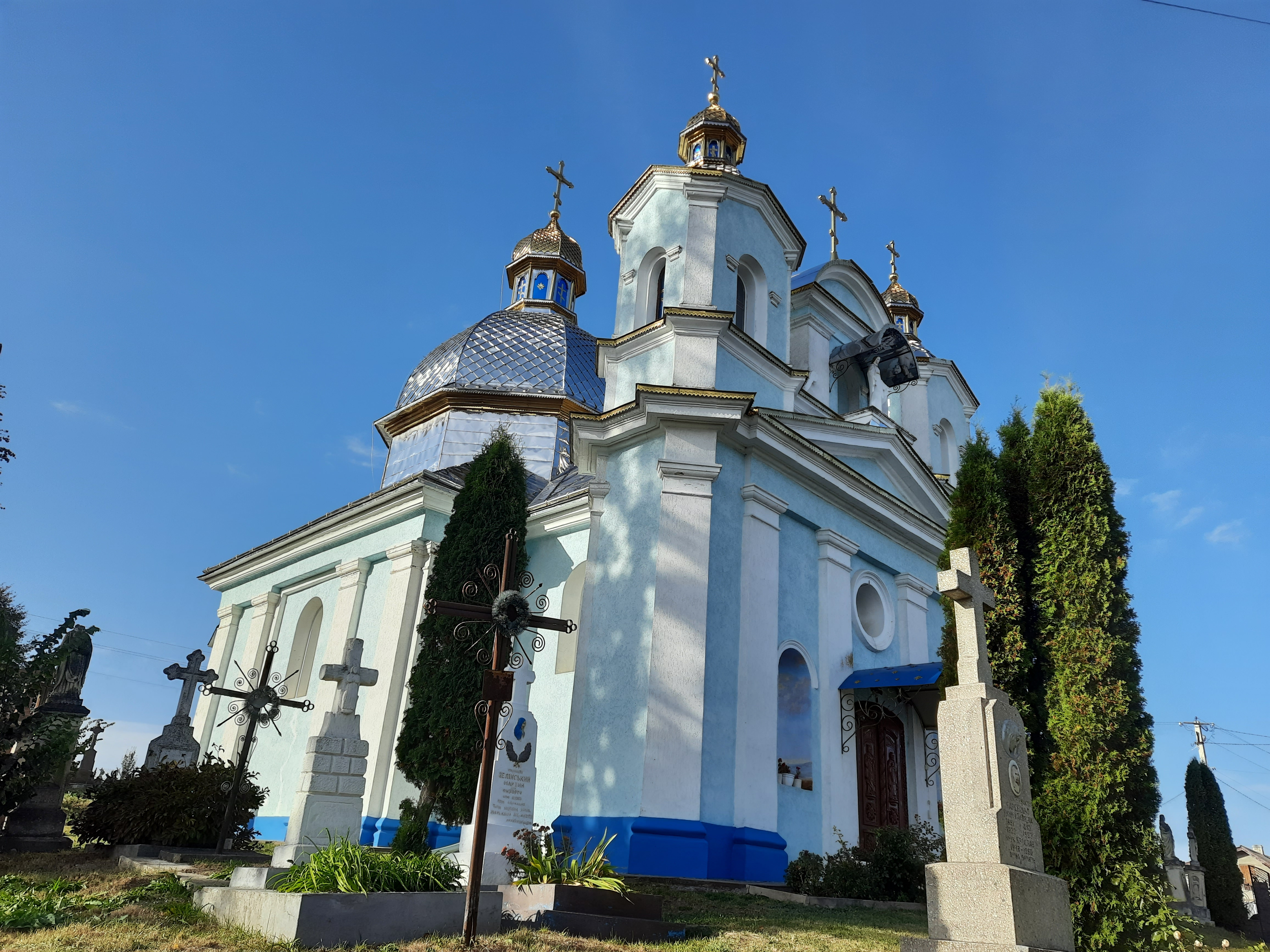
Церква Успіння Пресвятої Богородиці, (1872)
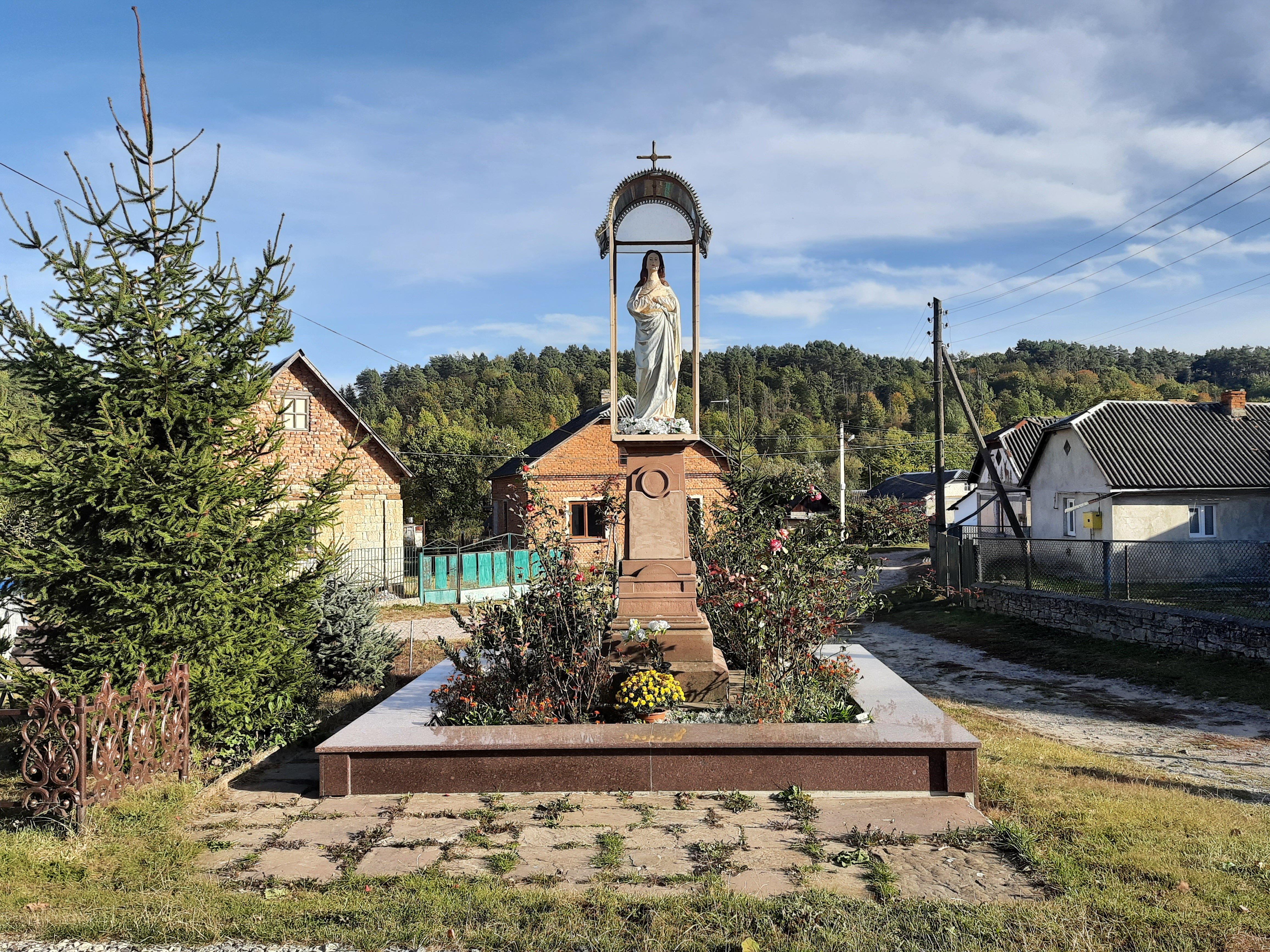
Статуя Божої Матері
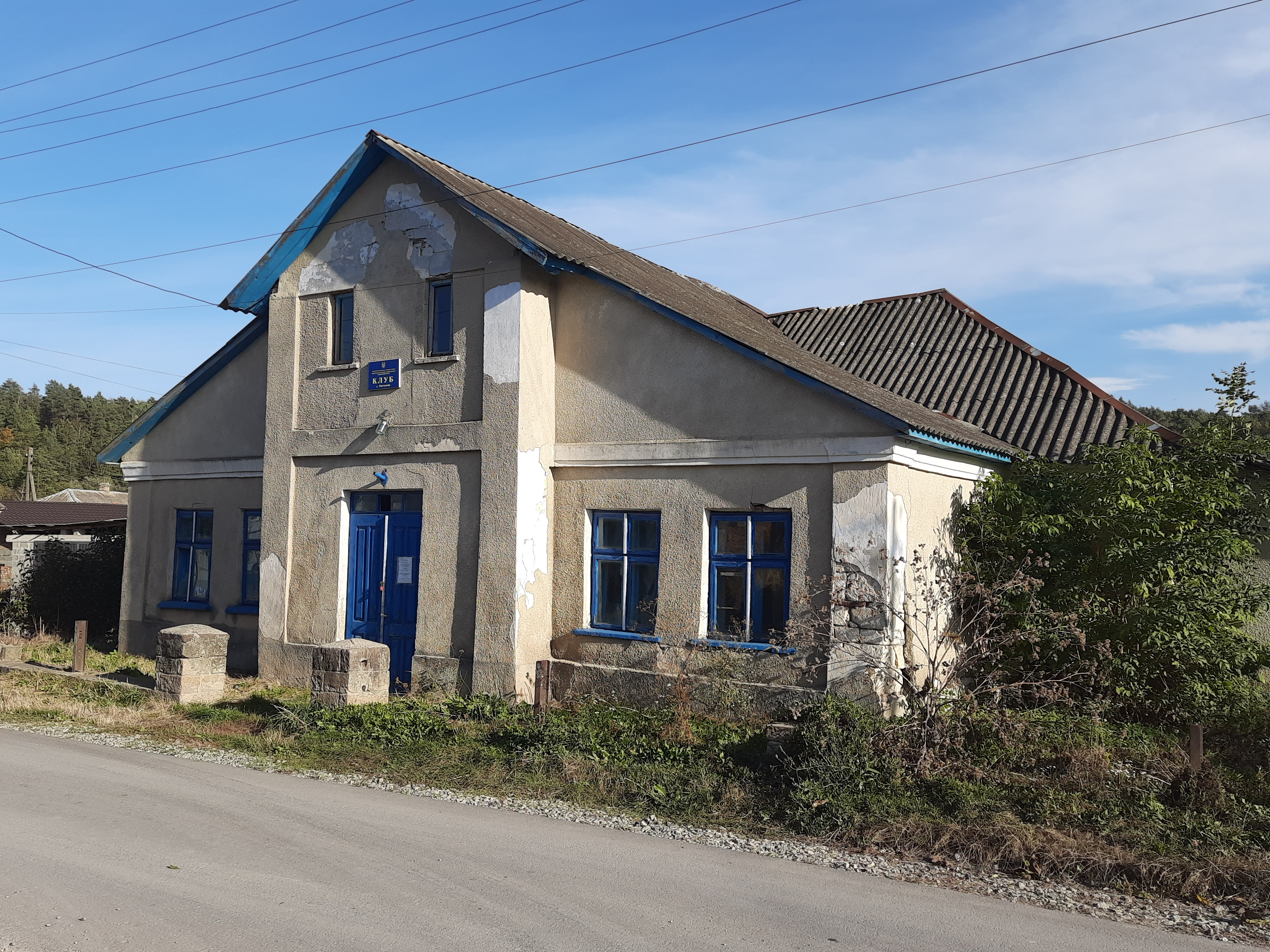
Клуб
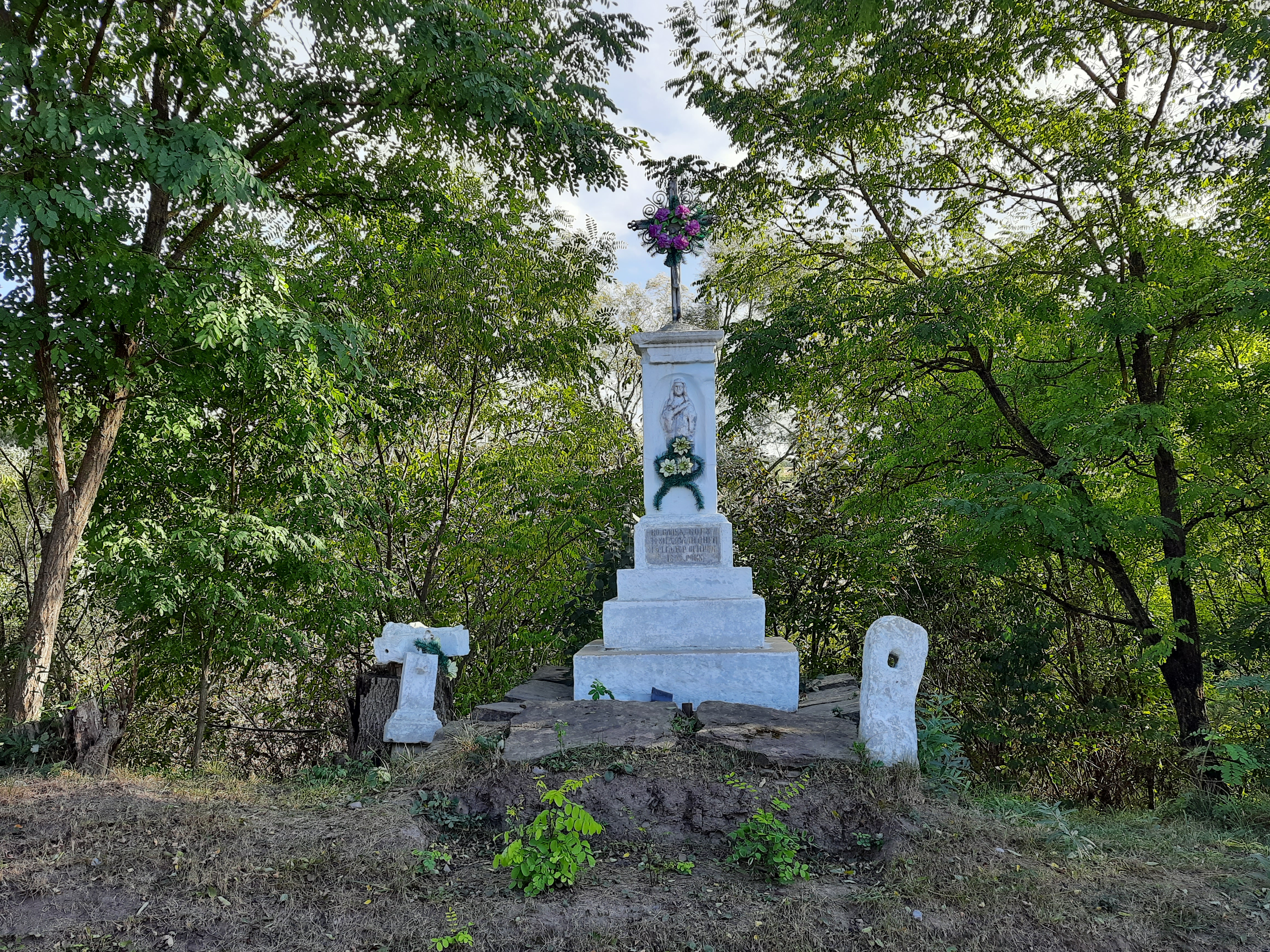
Пам'ятний хрест
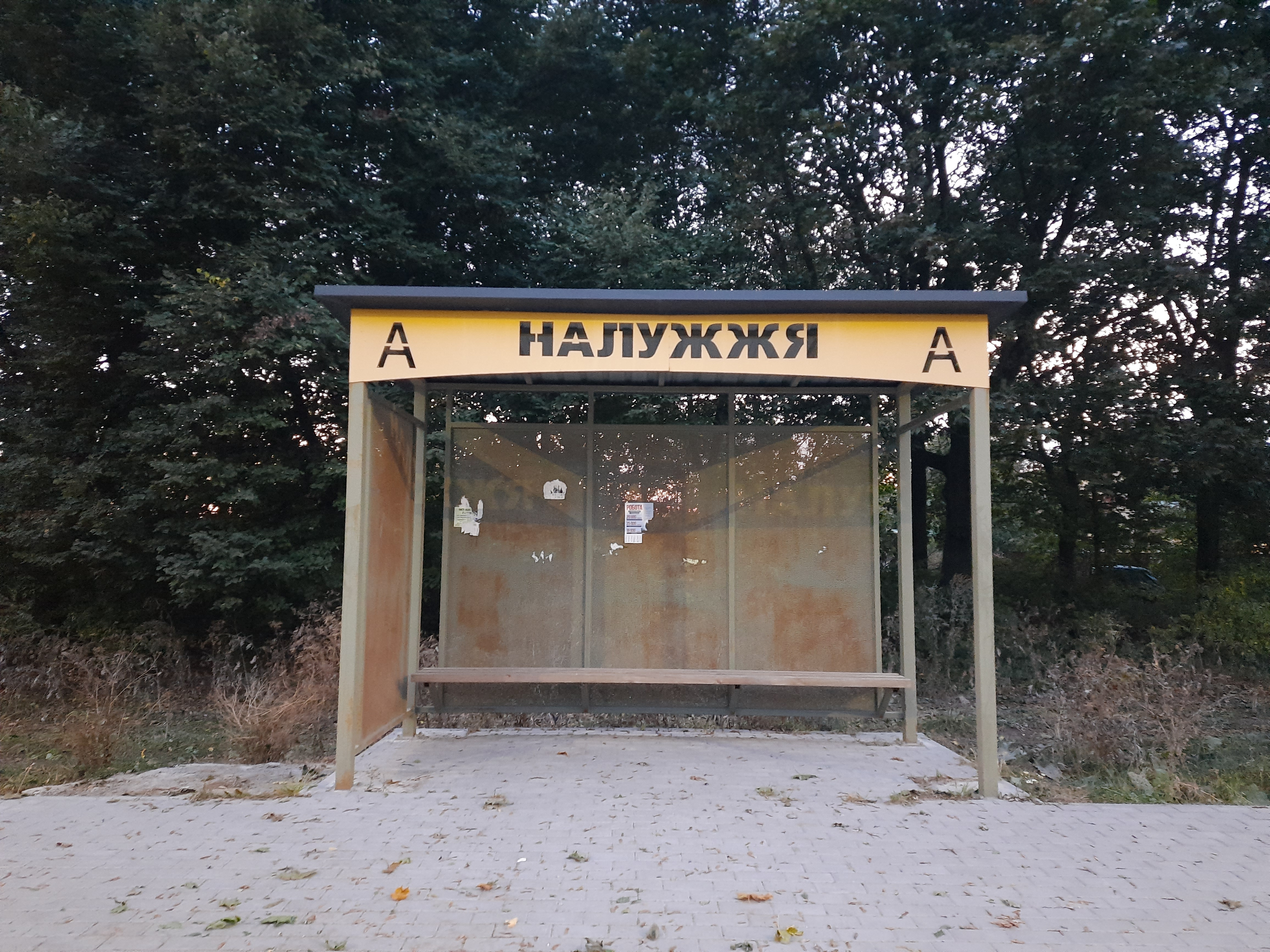
Автобусна зупинка біля села